# 2006年パンパシフィック水泳選手権
2006年パンパシフィック水泳選手権（2006ねんパンパシフィックすいえいせんしゅけん）は、2006年8月17日から8月20日までカナダ、ブリティッシュコロンビア州ビクトリアで開催された第10回パンパシフィック水泳選手権である。

## 参加国
| - アルゼンチン - オーストラリア - バハマ - ブラジル - カナダ | - チリ - 中国 - チャイニーズタイペイ - 韓国 - コスタリカ | - フィリピン - 日本 - 香港 - マレーシア - ニュージーランド | - アメリカ合衆国 - 南アフリカ共和国 - トリニダード・トバゴ - ジンバブエ |

## 競技結果

### 男子
| 種目                         | 金                                                                                             | 金               | 銀                                                                                 | 銀              | 銅 | 銅              |
| ---------------------------- | ---------------------------------------------------------------------------------------------- | ---------------- | ---------------------------------------------------------------------------------- | --------------- | --- | --------------- |
| 自由形                       |                                                                                                |                  |                                                                                    |                 | |                 |
| 50m                          | カレン・ジョーンズ アメリカ合衆国                                                              | 21秒84 大会新    | ローランド・スクーマン 南アフリカ共和国                                            | 22秒12          | ブレント・ハイデン カナダ                                                                                | 22秒22          |
| 100m                         | ブレント・ハイデン カナダ                                                                      | 48秒59 大会新    | ジェイソン・レザク アメリカ合衆国                                                  | 48秒76          | イーモン・サリバン オーストラリア ローランド・スクーマン 南アフリカ共和国                                | 49秒09          |
| 200m                         | クリート・ケラー アメリカ合衆国                                                                | 1分46秒20        | 朴泰桓 韓国                                                                        | 1分47秒51       | 張琳 中国                                                                                                | 1分47秒59       |
| 400m                         | 朴泰桓 韓国                                                                                    | 3分45秒72        | 張琳 中国                                                                          | 3分47秒07       | クリート・ケラー アメリカ合衆国                                                                          | 3分47秒17       |
| 800m                         | アンドルー・ハード カナダ                                                                      | 7分55秒88        | Troyden Prinsloo 南アフリカ共和国                                                  | 7分56秒82       | ライアン・コクラン カナダ                                                                                | 7分58秒32       |
| 1500m                        | 朴泰桓 韓国                                                                                    | 15分06秒11       | エリク・ベント アメリカ合衆国                                                      | 15分07秒11      | 松田丈志 日本                                                                                            | 15分08秒97      |
| 背泳ぎ                       |                                                                                                |                  |                                                                                    |                 | |                 |
| 100m                         | アーロン・ピアソル アメリカ合衆国                                                              | 53秒32 大会新    | ライアン・ロクテ アメリカ合衆国                                                    | 54秒02          | 森田智己 日本                                                                                            | 54秒38          |
| 200m                         | アーロン・ピアソル アメリカ合衆国                                                              | 1分54秒44 世界新 | マイケル・フェルプス アメリカ合衆国                                                | 1分56秒81       | 森田智己 日本                                                                                            | 1分58秒53       |
| 平泳ぎ                       |                                                                                                |                  |                                                                                    |                 | |                 |
| 100m                         | ブレンダン・ハンセン アメリカ合衆国                                                            | 59秒90 大会新    | ブレントン・リッカード オーストラリア                                              | 1分00秒39       | 北島康介 日本                                                                                            | 1分00秒90       |
| 200m                         | ブレンダン・ハンセン アメリカ合衆国                                                            | 2分08秒50 世界新 | 北島康介 日本                                                                      | 2分10秒87       | スコット・アッシャー アメリカ合衆国                                                                      | 2分11秒49       |
| バタフライ                   |                                                                                                |                  |                                                                                    |                 | |                 |
| 100m                         | イアン・クロッカー アメリカ合衆国                                                              | 51秒47 大会新    | 高安亮 日本                                                                        | 52秒59          | 山本貴司 日本                                                                                            | 52秒71          |
| 200m                         | マイケル・フェルプス アメリカ合衆国                                                            | 1分53秒80 世界新 | 柴田隆一 日本                                                                      | 1分55秒82       | 松田丈志 日本                                                                                            | 1分56秒20       |
| 個人メドレー                 |                                                                                                |                  |                                                                                    |                 | |                 |
| 200m                         | マイケル・フェルプス アメリカ合衆国                                                            | 1分55秒84 世界新 | ライアン・ロクテ アメリカ合衆国                                                    | 1分56秒11       | 髙桑健 日本                                                                                              | 1分59秒81       |
| 400m                         | マイケル・フェルプス アメリカ合衆国                                                            | 4分10秒47 大会新 | Robert Margalis アメリカ合衆国                                                     | 4分13秒85       | Thiago Pereira ブラジル                                                                                  | 4分18秒44       |
| フリーリレー                 |                                                                                                |                  |                                                                                    |                 | |                 |
| 4×100m                       | マイケル・フェルプス ニール・ウォーカー カレン・ジョーンズ ジェイソン・レザク アメリカ合衆国   | 3分12秒46 世界新 | リック・セイ ブレント・ハイデン コリン・ラッセル マット・ローズ カナダ             | 3分16秒20       | イーモン・サリバン アンドリュー・メウィング リース・ブロディ ケンリック・モンク オーストラリア           | 3分16秒41       |
| 4×200m                       | マイケル・フェルプス ライアン・ロクテ ピーター・バンダーカーイ クリート・ケラー アメリカ合衆国 | 7分05秒28 大会新 | ブライアン・ジョンズ アンドルー・ハード ブレント・ハイデン コリン・ラッセル カナダ | 7分12秒39       | リース・ブロディ アンドリュー・メウィング ニック・フロスト ケンリック・モンク オーストラリア             | 7分17秒21       |
| メドレーリレー               |                                                                                                |                  |                                                                                    |                 | |                 |
| 4×100m                       | アーロン・ピアソル ブレンダン・ハンセン イアン・クロッカー ジェイソン・レザク アメリカ合衆国   | 3分31秒79 大会新 | 森田智己 北島康介 高安亮 小島貴光 日本                                             | 3分35秒70       | マット・ウェルス ブレントン・リッカード アンドリュー・ローターステイン イーモン・サリバン オーストラリア | 3分36秒15       |
| オープンウォータースイミング |                                                                                                |                  |                                                                                    |                 | |                 |
| 10km                         | チップ・ピーターソン アメリカ合衆国                                                            | 1時間54分26秒68  | フラン・クリッペン アメリカ合衆国                                                  | 1時間54分50秒46 | トラビス・ネーダーペルト オーストラリア                                                                  | 1時間55分16秒89 |

### 女子
| 種目                         | 金                                                                                                 | 金                | 銀 | 銀              | 銅                                                                                             | 銅              |
| ---------------------------- | -------------------------------------------------------------------------------------------------- | ----------------- | --- | --------------- | ---------------------------------------------------------------------------------------------- | --------------- |
| 自由形                       | |                   | |                 |                                                                                                |                 |
| 50m                          | カラ・リン・ジョイス アメリカ合衆国                                                                | 25秒10            | ナタリー・コーグリン アメリカ合衆国                                                                      | 25秒32          | Flavia Delaroli ブラジル                                                                       | 25秒62          |
| 100m                         | ナタリー・コーグリン アメリカ合衆国                                                                | 53秒87            | アマンダ・ウィアー アメリカ合衆国                                                                        | 53秒92          | メラニー・シュランガー オーストラリア                                                          | 55秒00          |
| 200m                         | ケイティ・ホフ アメリカ合衆国                                                                      | 1分58秒02         | リンダ・マッケンジー オーストラリア                                                                      | 1分58秒26       | ブロンテ・バラット オーストラリア                                                              | 1分58秒59       |
| 400m                         | 柴田亜衣 日本                                                                                      | 4分07秒61         | ケイティ・ホフ アメリカ合衆国                                                                            | 4分07秒98       | 山田沙知子 日本                                                                                | 4分08秒42       |
| 800m                         | ケイト・ジーグラー アメリカ合衆国                                                                  | 8分24秒56         | 柴田亜衣 日本                                                                                            | 8分26秒41       | ヘイリー・ピアソル アメリカ合衆国                                                              | 8分27秒57       |
| 1500m                        | ケイト・ジーグラー アメリカ合衆国                                                                  | 15分55秒01 大会新 | ヘイリー・ピアソル アメリカ合衆国                                                                        | 15分57秒36      | 柴田亜衣 日本                                                                                  | 16分11秒13      |
| 背泳ぎ                       | |                   | |                 |                                                                                                |                 |
| 100m                         | 伊藤華英 日本                                                                                      | 1分00秒63         | ナタリー・コーグリン アメリカ合衆国                                                                      | 1分00秒66       | 中村礼子 日本                                                                                  | 1分00秒86       |
| 200m                         | 中村礼子 日本                                                                                      | 2分08秒86 大会新  | マーガレット・ホールザー アメリカ合衆国                                                                  | 2分09秒42       | 五十嵐貴美 日本                                                                                | 2分10秒30       |
| 平泳ぎ                       | |                   | |                 |                                                                                                |                 |
| 100m                         | タラ・カーク アメリカ合衆国                                                                        | 1分07秒56         | メーガン・ジェンドリック アメリカ合衆国                                                                  | 1分07秒58       | サラ・カツゥリス オーストラリア                                                                | 1分08秒12       |
| 200m                         | スザン・ファンビリヨン 南アフリカ共和国                                                            | 2分26秒36         | 北川麻美 日本                                                                                            | 2分27秒07       | Seul Ki Jung 韓国                                                                              | 2分27秒09       |
| バタフライ                   | |                   | |                 |                                                                                                |                 |
| 100m                         | ジェシカ・シッパー オーストラリア                                                                  | 57秒30 大会新     | レイチェル・コミサーズ アメリカ合衆国                                                                    | 58秒75          | メリー・デシェンツァ アメリカ合衆国                                                            | 59秒03          |
| 200m                         | ジェシカ・シッパー オーストラリア                                                                  | 2分05秒40 世界新  | 中西悠子 日本                                                                                            | 2分06秒52       | 矢野友理江 日本                                                                                | 2分07秒86       |
| 個人メドレー                 | |                   | |                 |                                                                                                |                 |
| 200m                         | ホイットニー・マイヤーズ アメリカ合衆国                                                            | 2分10秒11 大会新  | ケイティ・ホフ アメリカ合衆国                                                                            | 2分11秒51       | ステファニー・ライス オーストラリア                                                            | 2分13秒21       |
| 400m                         | ケイティ・ホフ アメリカ合衆国                                                                      | 4分36秒82 大会新  | アリアナ・クコラス アメリカ合衆国                                                                        | 4分39秒68       | ステファニー・ライス オーストラリア                                                            | 4分41秒83       |
| フリーリレー                 | |                   | |                 |                                                                                                |                 |
| 4x100m                       | アマンダ・ウィアー ナタリー・コーグリン カラ・リン・ジョイス レイシー・ナイマイヤー アメリカ合衆国 | 3分35秒80 大会新  | ビクトリア・プーン ジュヌヴィエーヴ・ソミュール ジュリア・ウィルキンソン エリカ・モーニングスター カナダ | 3分41秒83       | シェーン・リース ケリー・スタビンス リンダ・マッケンジー メラニー・シュランガー オーストラリア | 3分41秒84       |
| 4x200m                       | ナタリー・コーグリン レイシー・ナイマイヤー ダナ・ボルマー ケイティ・ホフ アメリカ合衆国           | 7分54秒62 大会新  | ブロンテ・バラット シェーン・リース ケリー・スタビンス リンダ・マッケンジー オーストラリア               | 7分58秒00       | 三田真希 浦部紀衣 柴田亜衣 上田春佳 日本                                                       | 8分00秒65       |
| メドレーリレー               | |                   | |                 |                                                                                                |                 |
| 4x100m                       | ナタリー・コーグリン ジェシカ・ハーディ レイチェル・コミサーズ アマンダ・ウィアー アメリカ合衆国   | 3分58秒31         | 伊藤華英 北川麻美 中西悠子 三田真希 日本                                                                 | 4分02秒47       | フラン・アドコック サラ・カツゥリス ジェシカ・シッパー メラニー・シュランガー オーストラリア   | 4分03秒82       |
| オープンウォータースイミング | |                   | |                 |                                                                                                |                 |
| 10km                         | クロエ・サットン アメリカ合衆国                                                                    | 2時間04分25秒05   | ケイリン・ケラー アメリカ合衆国                                                                          | 2時間04分29秒08 | ターニャ・ハンクス カナダ                                                                      | 2時間05分01秒03 |

## 国別メダル受賞数
| 順   | 国・地域         | 金 | 銀 | 銅 | 計  |
| ---- | ---------------- | -- | -- | -- | --- |
| 1    | アメリカ合衆国   | 26 | 18 | 4  | 48  |
| 2    | 日本             | 3  | 8  | 13 | 24  |
| 3    | オーストラリア   | 2  | 3  | 12 | 17  |
| 4    | カナダ           | 2  | 3  | 3  | 8   |
| 5    | 韓国             | 2  | 1  | 1  | 4   |
| 6    | 南アフリカ共和国 | 1  | 2  | 1  | 4   |
| 7    | 中国             | 0  | 1  | 1  | 2   |
| 8    | ブラジル         | 0  | 0  | 2  | 2   |
| 合計 | 合計             | 36 | 36 | 37 | 109 |